# Hidingsta
Hidingsta is een plaats in de gemeente Örebro in het landschap Närke en de provincie Örebro län in Zweden. De plaats heeft 71 inwoners (2005) en een oppervlakte van 12 hectare. Hidingsta wordt omringd door zowel landbouwgrond als bos. De bebouwing in de plaats bestaat uit vrijstaande huizen en wat boerderijen. De stad Örebro ligt zo'n vijftien kilometer ten noordwesten van het dorp.